# Nurten Mermer
Nurten Mermer (* 3. April 1995) ist eine türkische Leichtathletin, die sich auf den Diskuswurf spezialisiert hat.

## Sportliche Laufbahn
Erste Erfahrungen bei internationalen Meisterschaften sammelte Nurten Mermer im Jahr 2022, als sie bei den Balkan-Meisterschaften in Craiova mit 53,60 m den vierten Platz im Diskuswurf belegte. Anschließend gewann sie bei den Islamic Solidarity Games in Konya mit 52,85 m die Silbermedaille hinter ihrer Landsfrau Özlem Becerek. Im Jahr darauf wurde sie bei der 1. Liga der Team-Europameisterschaft im Rahmen der Europaspiele in Chorzów mit 50,89 m Elfte und 2024 gelangte sie bei den Balkan-Meisterschaften in Izmir mit 47,76 m auf Rang neun.
In den Jahren 2018 und 2019 wurde Mermer türkische Meisterin im Diskuswurf.